# پیشخان ستون‌دار

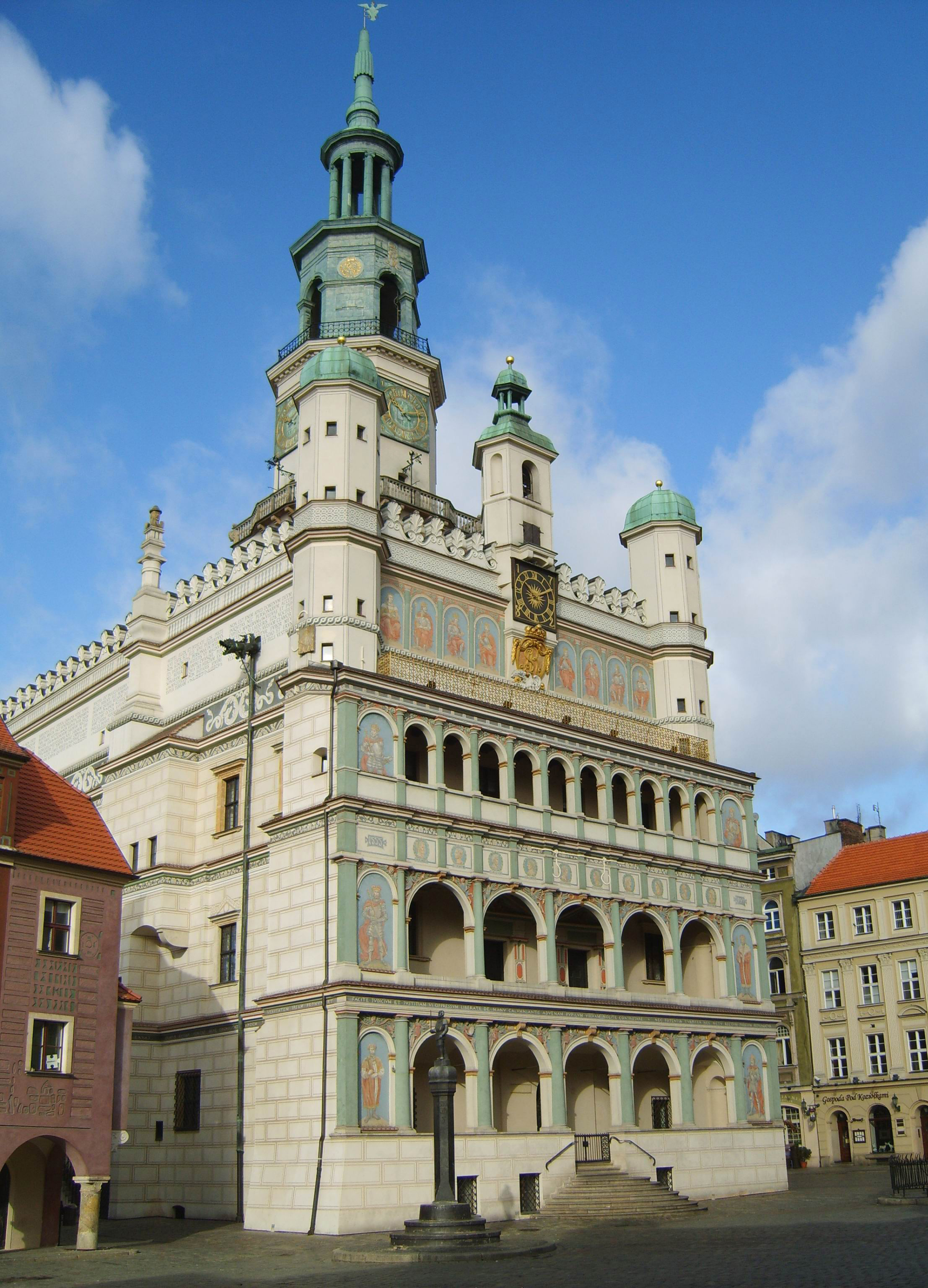
پیشخان ستون‌دار سه‌طبقه ایوان تالار شهر در پوزنان لهستان.

در معماری، پیشخان ستون‌دار یا لوجیا (انگلیسی: Loggia) به یک رواق یا راهروی سرپوشیده بیرونی اطلاق می‌شود که معمولاً در طبقه بالا، اما گاه در طبقه همکف یک ساختمان قرار دارد. این راهرو به دلیل اینکه دیوار بیرونی آن فقط تا حدی وجود دارد و قسمت بالایی آن معمولاً توسط مجموعه‌ای از ستون‌ها یا طاق‌ها پشتیبانی می‌شود، به عناصر طبیعی باز است. پیشخان‌های ستون‌دار دارای سقف شیبدار ممکن است توسط ایوان پشتیبانی شوند.
در ایران پیشخان ستون‌دار بیشتر در معماری خانه‌های تالش و جنوب دریای خزر دیده می‌شود.
در اروپا از اوایل قرون وسطی، تقریباً هر کومونه ایتالیایی در میدان اصلی خود یک پیشخان ستون‌دار بازداشت که به عنوان «نمادی از عدالت و حکومت جمعی و به عنوان محلی برای تشریفات مدنی» عمل می‌کرد.